# Завод суперфосфату в Севільї
Завод суперфосфату в Севільї — колишній виробничий майданчик на півдні Іспанії.
На початку 20 століття в Іспанії почався бум виробництва фосфорного добрива — суперфосфату, чому сприяла географічна близькість до фосфоритів Північної Африки (хоча могли імпортувати сировину і з США) та великий ресурс піритів в іспанській провінції Уельва, що дозволяло продувати сульфатну кислоту (саме впливом останньої на фосфорити і отримували суперфосфат). У районі Севільї у підсумку виникло одразу три заводи — на північній околиці Севільї в районі Сан-Джеронімо (тут діяла Sociedad General de Industria y Comercio), на протилежному від міста березі Гвадалквівіру в районі Сан-Хуан-де-Аснальфараче та в самому місті на вулиці La Enramadilla.
Завод на La Enramadilla запустила близько 1910 року компанія Unión Española de Abonos, Productos quitnicos y Superfósfatos (оскільки вона перебувала під контролем французького капіталу, то також відома як Union Espagnole de Fabriques d'Engrais, de Produits Chimiques et de Superphosphates). У 1930-му він перейшов до Vasco Andaluza de Abonos, яку надалі поглинула компанія SA Cros, що станом на 1930-ті роки стала власником більш ніж десятка заводів суперфосфату по всій країні (зокрема, вона також встановила контроль над згаданим вище заводом у Сан-Хуан-де-Аснальфараче).
Завод сам продукував сульфатну кислоту шляхом спалювання піритів і станом на кінець 1910-х міг виробляти 100 тонн кислоти на добу (50 тонн у перерахунку на моногідрат). Піритний огарок продавали компанії Sociedad Minera y Metalúrgica de Peñarroya (SMMP, мала у Пеньярроя потужний комплекс з видобутку та переробки поліметалічних руд), що вилучала з нього мідь та використовувала оксид заліза як флюс.
Відносно масштабів діяльності можна вказати, що в 1923 році завод спожив 7,3 тисячі тонн піритів та 14,6 тисячі тонн фосфоритів, що дозволило випустити 14,6 тисяч тонн сульфатної кислоти та 24,9 тисяч тонн суперфосфату.
Станом на середину 1950-х майданчик на La Enramadilla вже не вважали виробником суперфосфату, натомість SA Cros володіла ще одним заводом у районі Сан-Джеронімо за межами центру міста.